# Letny
Letny (německy Letna) je malá vesnice, část obce Dobrá Voda v okrese Pelhřimov. Nachází se asi 1,5 km na severovýchod od Dobré Vody. V roce 2009 zde bylo evidováno 17 adres. V roce 2001 zde trvale žilo 28 obyvatel.
Letny leží v katastrálním území Dobrá Voda u Pelhřimova o výměře 5,5 km2.

## Galerie

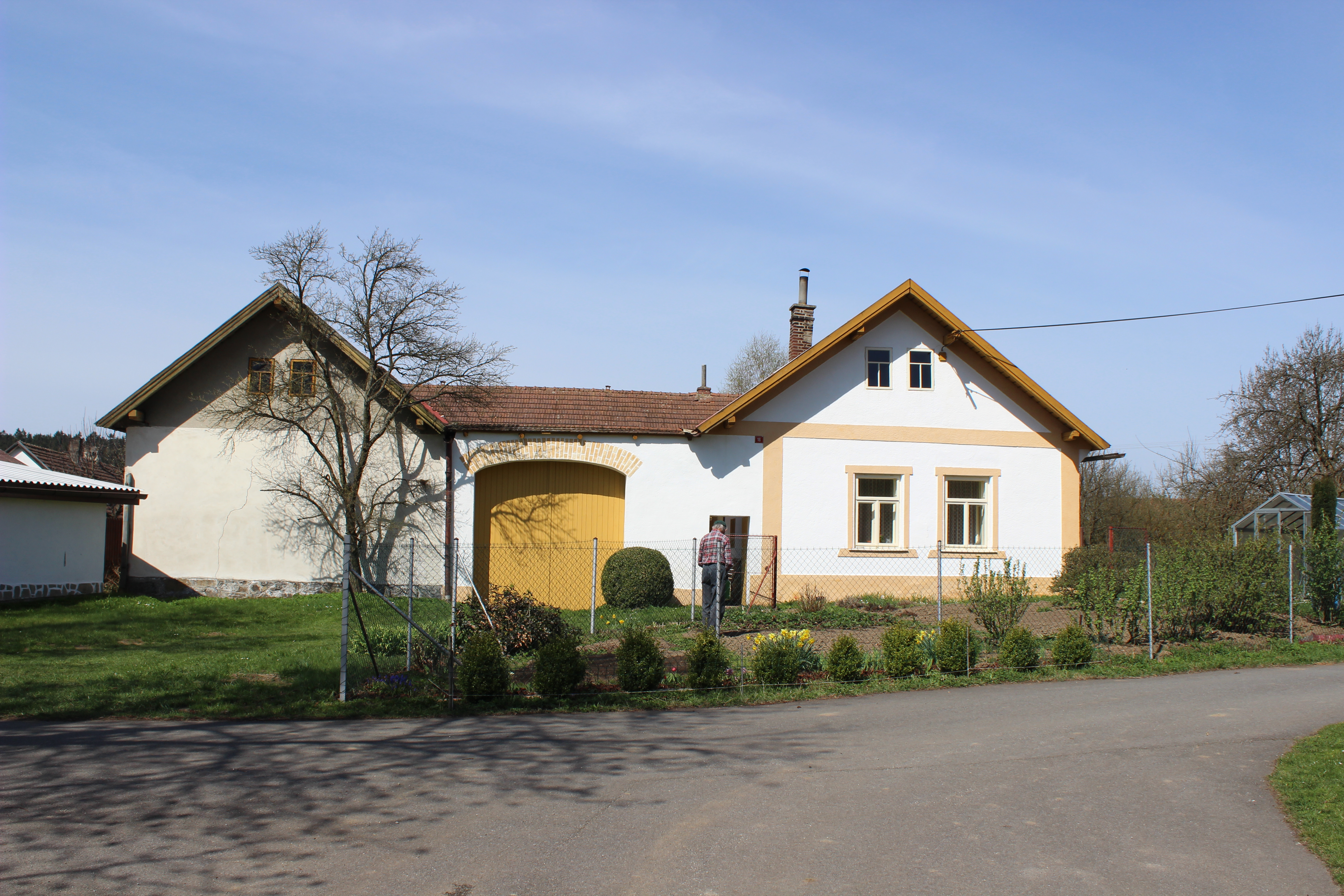
Dům čp. 16
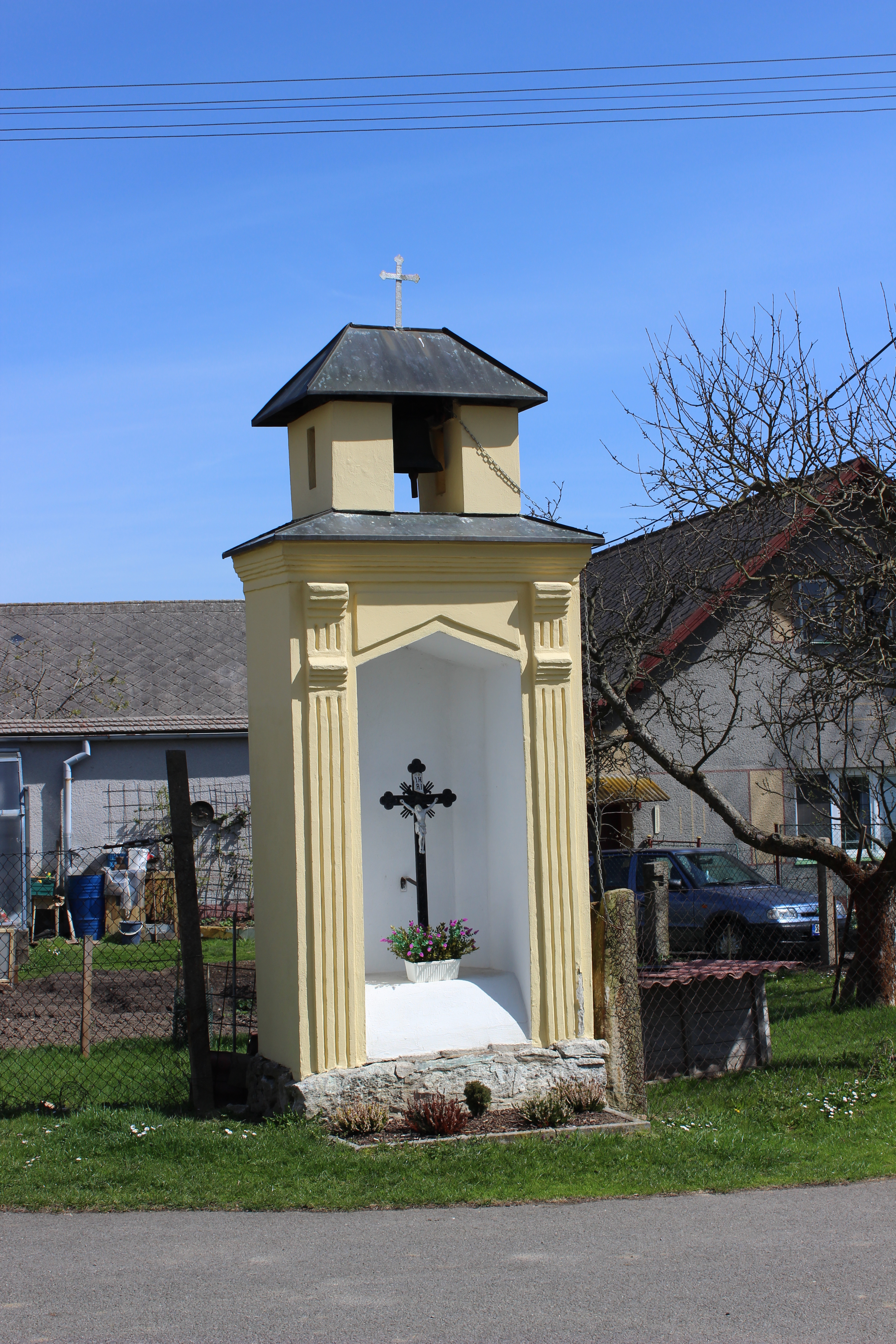
Kaplička
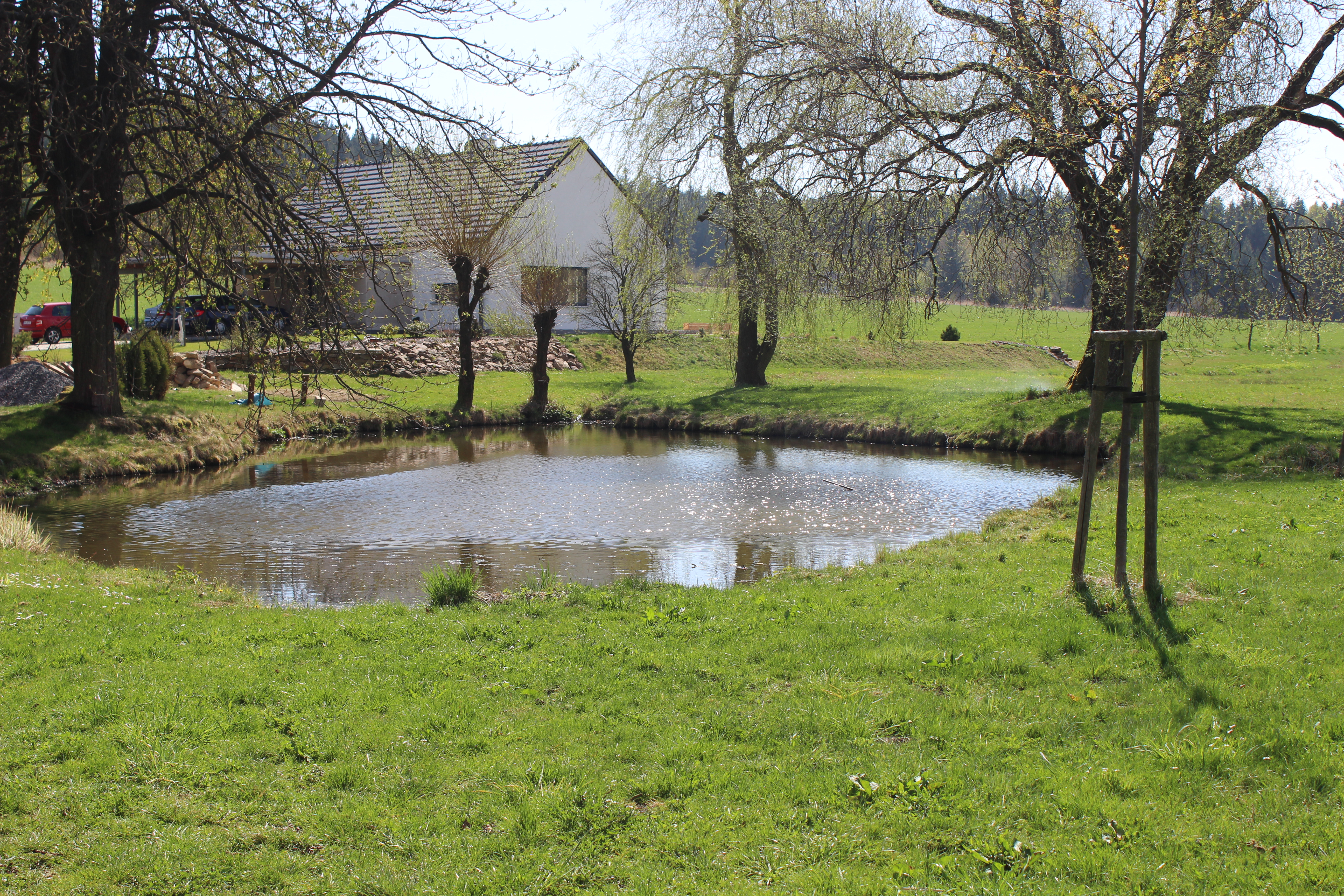
Malý rybník
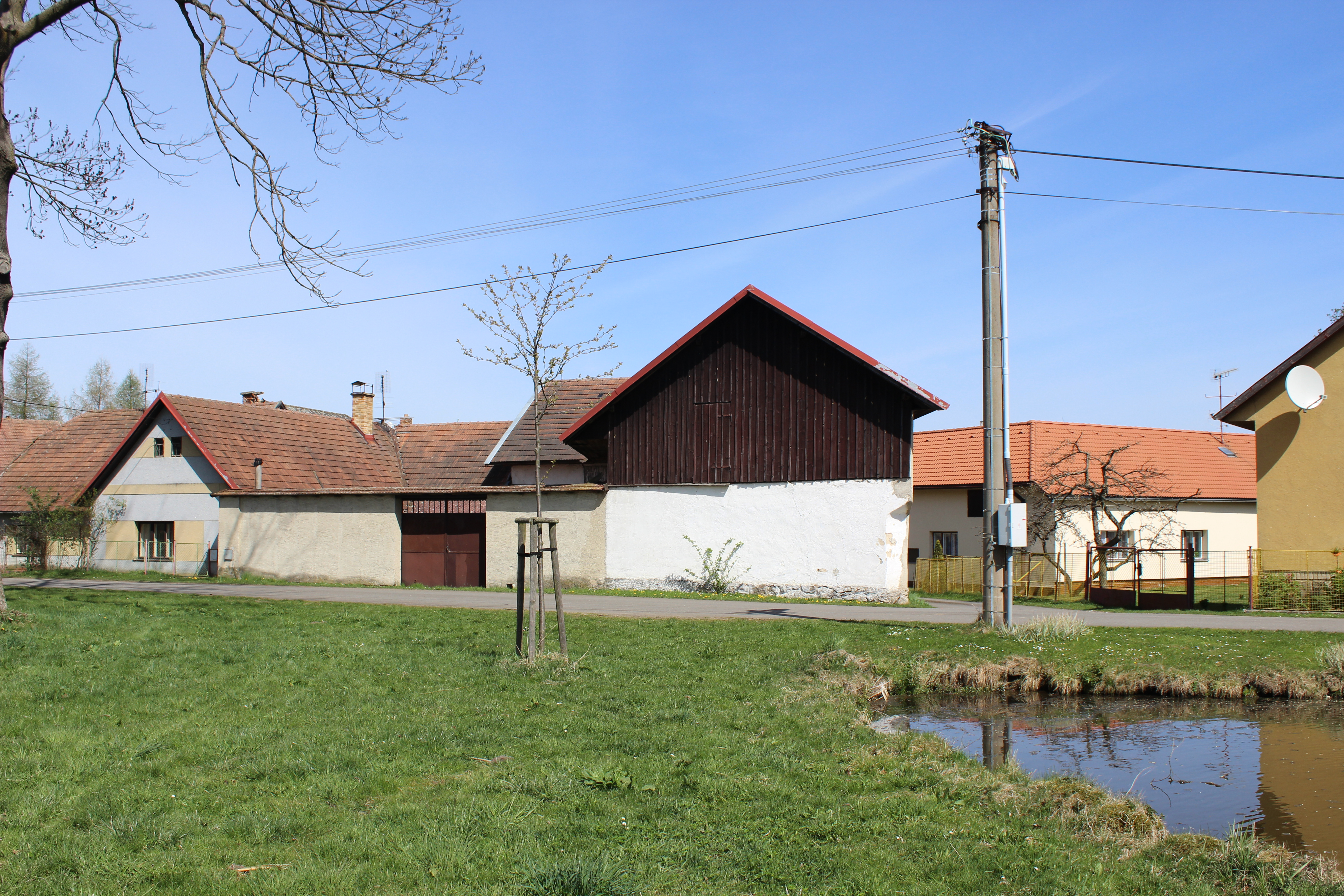
Objekt čp. 18
Panoramatický snímek velkého rybníka